# Криза ринку нерухомості в Китайській Народній Республіці (2020–2022)
Криза у сфері нерухомості Китаю — це нинішня фінансова криза, що була спричинена дефолтом компанії Evergrande Group у 2021 році. Evergrande, як і інші китайські забудовники, зазнала фінансових труднощів через надмірне будівництво та запровадження нових регуляцій, які обмежили рівень заборгованості таких компаній.
У 2021 році криза вийшла за межі Evergrande і зачепила великі девелоперські компанії, зокрема: Country Garden, Kaisa Group, Fantasia Holdings, Sunac, Sinic Holdings та Modern Land.
У серпні 2021 року після широкого поширення в інтернеті листа, в якому Evergrande попереджала уряд провінції Гуандун про ризик браку ліквідності, акції компанії різко впали. Це вплинуло на світові фінансові ринки та спричинило зменшення обсягів іноземних інвестицій у Китаї. Компанія безуспішно намагалася продати активи для отримання коштів, пропустила низку виплат за боргами, була понижена у рейтингах міжнародними рейтинговими агентствами та на початку грудня 2021 року оголосила дефолт за зовнішнім облігаційним зобов'язанням. Рейтингове агентство Fitch класифікувало компанію як таку, що перебуває у стані «обмеженого дефолту».
На початку 2020-х років тільки Evergrande заборгувала близько 2 трильйони юанів (приблизно 310 мільярдів доларів США) тисячам приватних інвесторів, банкам, постачальникам і закордонним кредиторам.
29 січня 2024 року суд у Гонконзі ухвалив рішення про ліквідацію Evergrande.

## Передумови

### Посилення позицій Evergrande (2000–2010-ті роки)
У 2005 році в Китаї почала формуватись бульбашка на ринку нерухомості. До 2009 року середня вартість землі в країні зросла втричі, а зростання тривало до 2011 року, коли ціни тимчасово стабілізувалися. Через фіскальні реформи попередніх десятиліть місцева влада дедалі більше залежала від розвитку інфраструктури, який приносив прибуток за допомогою місцевих фінансових інституцій. Продаж прав користування землею став ключовим джерелом фінансової стабільності місцевих органів влади.
Світова фінансова криза 2007—2008 років у Китаї була подолана переважно завдяки інвестиціям місцевої влади в інфраструктуру. Це ще більше поглибило залежність від зростання вартості землі, хоча водночас призвело до накопичення значних боргів.
У період між первинним розміщенням акцій у 2009 році та 2017 роком, акції Evergrande Group — другого за величиною забудовника Китаю — зросли в ціні у вісім разів і перевершили зростання індексу Hang Seng на 30 %. Водночас компанія стала найбільш закредитованою девелоперською структурою у світі.
До 2018 року центральний уряд занепокоївся розмірами боргів місцевої влади, накопичених через розвиток земель, і оголосив, що не рятуватиме кредиторів, які не зможуть отримати свої кошти.

### Правило «трьох червоних ліній» (2020)
У 2020 році керівництво Китаю на чолі з генеральним секретарем Сі Цзіньпіном запровадило жорсткі обмеження на ринку нерухомості, базуючись на принципі:
«Житло призначене для проживання, а не для спекуляції» — цю тезу він висловив ще на XIX з'їзді КПК, і саме вона лягла в основу так званого правила «трьох червоних ліній».
Це правило обмежувало можливості забудовників у кредитуванні відповідно до таких показників:
- співвідношення боргу до грошових коштів,
- боргу до власного капіталу,
- боргу до активів.

Evergrande порушила всі три межі, що призвело до дефіциту ліквідності і, зрештою, до неплатоспроможності. Компанія активно брала кредити ще до 2020 року, і нові правила суттєво обмежили її фінансові можливості.
За словами представника S&P Global Ratings, Evergrande була настільки закредитованою, що майже напевне мала порушити всі встановлені ліміти.
У 2020 році багато аналітиків вважали, що Evergrande «занадто велика, щоб впасти», а її крах може мати ефект, подібний до банкрутства Lehman Brothers, з серйозними наслідками для економіки Китаю й усього світу.
На той час земельний резерв Evergrande був достатнім, щоб забезпечити житлом 10 мільйонів осіб.

### Стратегія диверсифікації Evergrande
У роки, що передували кризі 2021 року, Evergrande здійснювала агресивну експансію:
- інвестиції в електромобілі,
- створення тематичних парків,
- проєкти в енергетиці та інших сферах.

Одним із таких мегапроєктів став Ocean Flower Island — штучний острів на північному узбережжі острова Хайнань, вартістю 100 мільярдів юанів (понад 15,5 мільярдів доларів США).
Крім того, у 2019—2021 роках компанія планувала витратити понад 45 мільярдів юанів (близько 7 мільярдів доларів) на розробку електромобілів.
Також Evergrande володіла Guangzhou F.C. — найбагатшим футбольним клубом Китаю.

### Фінансові продукти Evergrande (Wealth Management Products)
Як повідомила Financial Times, Evergrande використовувала роздрібні фінансові інвестиції, щоб закривати фінансові діри у своїй системі.
Компанія залучила 2021юанів через високоризикові фінансові продукти, спрямовані на масовий ринок, і частково повертала кошти попереднім інвесторам із нових надходжень — що робило модель неспроможною на довгострокову перспективу.
За словами одного з керівників, ці продукти були занадто ризикованими для пересічних інвесторів і не мали бути їм запропоновані. Але менеджери Evergrande тисли на підлеглих, щоб ті купували продукти з обіцяною дохідністю понад 10 % річних.
На вересень 2021 року загальна заборгованість за WMP (Wealth Management Products) сягнула 40 мільярдів юанів.

Деякі інвестори вкладали гроші в фіктивні компанії, які насправді не існували. Продажі впали, і така схема перестала працювати. Один із керівників Evergrande у 2021 році зазначив:
«Багатьох людей можуть заарештувати за фінансове шахрайство, якщо інвестори не отримають своїх коштів. Наші продукти не були для всіх. Але наші продавці на місцях цього не врахували — вони продавали їх усім, щоб досягти власних показників».
Схожі фінансові продукти також продавали китайські компанії: Baoneng, Country Garden, Sunac і Kaisa.

## 2021

### Регулювання
У 2021 році центральна та місцева влада Китаю запровадили додаткові регуляторні обмеження, зокрема ліміти на іпотечне кредитування, обмеження орендної плати у великих містах і скасування аукціонів землі. Це призвело до сповільнення в секторі нерухомості, оскільки влада намагалася стримати зростання цін на житло.
Також у 2021 році нові регуляції заборонили фінансовим установам надавати нове фінансування місцевим органам влади через спеціальні структури (Local Government Financing Vehicles). З того часу місцева влада змушена була залучати кошти через випуск облігацій, що підпорядковувалось суворішому державному контролю.
Хоча в березні 2021 року Evergrande оголосила, що планує скоротити свій борг на 150 мільярдів юанів (23,3 млрд доларів США), компанія продовжувала активно розвиватися: у першій половині 2021 року вона запустила 63 нових проєкти.
На 8 жовтня 2021 року 14 з 30 найбільших забудовників Китаю порушили хоча б одне з правил «трьох червоних ліній». Зокрема:
- Guangzhou R&F порушила всі три;
- Evergrande та Greenland Holdings — дві;
- Aoyuan, CIFI Holdings, Country Garden, Greentown, Jiangsu Zhongnan, Risesun, Seazen Holdings, Shinsun Holdings, Sunac, Sunshine City Group і Zhenro Group — одну.

Сукупний обсяг продажів цих компаній у 2020 році становив понад 4,34 трильйона юанів (672 млрд доларів США).

### Експозиція західних інвесторів до Evergrande
У 2021 році оцінювали, що Evergrande мала близько 19 мільярдів доларів зовнішніх зобов'язань.
Американські та європейські компанії зазнали значного ризику через володіння облігаціями Evergrande. Наприклад:
- Ashmore Group володіла понад 400 млн доларів;
- UBS — понад 300 млн;
- BlackRock загалом мала експозицію на 400 млн, зокрема один із її фондів високої дохідності докупив облігацій на ще 18 млн у серпні;
- HSBC мав меншу, але помітну участь — максимум 31 млн доларів.

### Можливий дефолт Evergrande та зниження кредитного рейтингу
- 22 червня 2021: Fitch знизило рейтинг Evergrande з B+ до B;
- 28 липня: знову знижено — до CCC+; Це пояснили тим, що компанія під тиском скорочення боргів і масштабів бізнесу.
- 3 серпня: Moody's знизило рейтинг з B2 до Caa1;
- 5 серпня: S&P знизило рейтинг до CCC (екстремально спекулятивний рівень);
- 7 вересня: Fitch знизило ще раз — до CC.

### Лист Evergrande (серпень 2021)
Наприкінці серпня 2021 року в інтернеті почав широко циркулювати лист, у якому Evergrande повідомила уряд провінції Гуандун про ризик нестачі коштів. Спочатку компанія заявила, що лист сфальсифікований, назвавши його наклепом і опублікувала серію заяв, щоби заспокоїти інвесторів.
Проте 31 серпня 2021 року Evergrande офіційно попередила, що може оголосити дефолт, якщо не залучить достатньо ліквідності. На той момент це був найбільш закредитований забудовник Китаю, з численними великими борговими виплатами.
У той же день Evergrande подала заяву про захист від банкрутства у США.

### Реакція китайського уряду
- 22 вересня 2021: органи влади міст Чжухай та району Наньшань (Шеньчжень) взяли під контроль доходи від продажу нерухомості Evergrande, щоб захистити покупців та забезпечити завершення будівництва. Інші провінції наслідували приклад, коли компанія зупинила сотні проєктів.
- Жовтень 2021: The Wall Street Journal повідомив, що центральна влада розглядає можливість запровадження загальнонаціонального податку на нерухомість, щоб боротися зі спекуляцією. Проте всередині Комуністичної партії Китаю це викликало широкий опір, і замість цього обговорювали створення державного житла.
- 23 жовтня: оголошено п'ятирічний експериментальний період впровадження податку в кількох регіонах із високими цінами на житло — Шеньчжень, Ханчжоу, Хайнань.

### Пропущені виплати (вересень 2021)
- 24 вересня: Evergrande не здійснила виплати за зовнішніми облігаціями на 83,5 млн доларів США. Компанія мала 30 днів, щоб уникнути дефолту, але аналітики сумнівалися в її здатності виплатити борги.
- 12 жовтня: пропущено ще три виплати на загальну суму 148 млн доларів. До цієї дати Evergrande вже пропустила п'ять виплат.
- 20 жовтня: компанія сплатила 83,5 млн доларів, щоб уникнути дефолту за вересневими облігаціями.

### Спроби продажу активів Evergrande
З метою залучення коштів, Evergrande почала розпродавати свої активи:
- 29 вересня 2021: продано 20 % акцій Shengjing Bank (залишилось 15 % у власності), залучено 10 млрд юанів (1,5 млрд доларів).
- 4 жовтня: ЗМІ повідомили, що Hopson Development готується придбати 51 % дочірньої компанії Evergrande Property Services приблизно за 5 млрд доларів.
- Того ж дня Evergrande призупинила торги своїми акціями на Гонконзькій фондовій біржі, посилаючись на можливу майбутню угоду. До 20 жовтня жодної офіційної заяви не зроблено, і торги не відновилися.
- 20 жовтня: компанія повідомила, що угода зірвалась, і подала заявку на відновлення торгів. За словами компанії, жодних істотних успіхів у продажу активів (крім частки в банку) на той момент не було досягнуто.

У відповідь на цю новину акції Evergrande впали на 13,6 %.

### Фінансове зараження
У вересні 2021 року власники облігацій Evergrande, розміщених за кордоном, найняли юридичну фірму Kirkland & Ellis та інвестиційну компанію Moelis & Company для консультацій перед можливим реструктуруванням боргу. У другому тижні жовтня вони повідомили інвесторам, що дефолт Evergrande є неминучим, і звинуватили компанію в відсутності конструктивного діалогу.
28 вересня 2021 року компанія Sunac викупила власні облігації на 34 млн доларів і заперечила, що зверталась по державну допомогу. Тим часом в інтернет потрапив лист (який компанія назвала лише чернеткою), в якому йшлося, що нові регулювання цін на житло в місті Шаосін зробили один із проєктів збитковим.
5 жовтня 2021 року компанія Fantasia Holdings не здійснила виплату за облігаціями на 206 млн доларів, термін яких настав напередодні. Це спричинило дефолт, хоча за кілька тижнів до того компанія запевняла інвесторів, що не має проблем із ліквідністю.
7 жовтня 2021 року Chinese Estates Holdings оголосила, що стане приватною компанією, щоби уникнути наслідків від можливої кризи Evergrande.
11 жовтня 2021 року компанія Sinic Holdings попередила, що, ймовірно, не зможе виплатити облігації на 250 млн доларів, термін яких настає 18 жовтня. На той момент її загальні борги в доларових облігаціях становили 694 млн доларів.
У тиждень від 11 жовтня компанія Modern Land спробувала відтермінувати виплату облігацій на 250 млн доларів, тоді як вартість облігацій Sunac і Guangzhou R&F різко впала.
15 жовтня 2021 року китайський уряд вперше офіційно прокоментував ситуацію з Evergrande, звинувативши компанію в її проблемах, але запевнивши, що фінансове зараження контрольоване.
19 жовтня 2021 року Sinic Holdings оголосила дефолт за облігаціями на 246 млн доларів. Того ж дня офіційні дані показали, що виробництво в секторі нерухомості Китаю впало на 1,6 % у третьому кварталі, що стало першим негативним показником з початку пандемії.
20 жовтня 2021 року Національне бюро статистики КНР оприлюднило дані про те, що ціни на житло впали вперше з квітня 2015 року — у більш ніж половині міст, що увійшли до дослідження.
Крім того, тіньові банки (наприклад, Sichuan Trust) зазнали значних втрат через кризу в секторі нерухомості, що спричинено надмірним кредитуванням та посиленням регулювання.

### Дефолт Evergrande
У листопаді 2021 року повідомлялося, що китайський уряд у закритому режимі працює над реструктуризацією Evergrande, щоби зупинити кризу.
10 листопада компанія не здійснила виплати за трьома облігаціями, пропустивши пільговий період. Згодом, за повідомленнями, вона все ж здійснила виплати із запізненням.
19 листопада стало відомо, що індекс Hang Seng China Enterprises виключив Evergrande Group зі списку. Причини виключення зазвичай не розголошуються, але, ймовірно, це пов'язано з різким падінням акцій після початку кризи.
7 грудня 2021 року Evergrande вперше пропустила крайній термін виплати відсотків за доларовими облігаціями — 30-денний пільговий період закінчився без виплати.
Наступного дня було зупинено торги акціями Kaisa Group Holdings після того, як джерела повідомили, що компанія, ймовірно, не зможе виплатити борг у 400 млн доларів. На початку грудня Kaisa була другим за обсягом боргів девелопером після Evergrande.
9 грудня 2021 року агентство Fitch знизило рейтинги Evergrande та Kaisa з рівня «C» до «RD» (restricted default) — це означає обмежений дефолт за зовнішніми облігаціями. Хоча офіційних заяв про реструктуризацію боргу ще не надходило.
10 грудня третя сторона примусово продала близько 3,4 % акцій Evergrande, які належали особисто голові компанії Хуей Ка Яню, щоби реалізувати право застави.
17 грудня агентство S&P Global оголосило, що Evergrande перебуває у стані «вибіркового дефолту» щодо боргів за доларовими облігаціями.

### Наказ про демонтаж
27 грудня 2021 року уряд міста Даньчжоу наказав знести 39 будівель на проєкті Ocean Flower Island (Острів Квітка), посилаючись на те, що вони зведені незаконно.
Цей проєкт мав площу 8 квадратних кілометрів і обсяг інвестицій близько 81 млрд юанів. Це мав бути найбільший штучний острів у світі і водночас найважливіший об'єкт Evergrande до фінансової кризи.
Рішення про знесення ще більше підірвало довіру до можливості продажу активів компанії.

## 2022 рік
3 січня 2022 року торги акціями Evergrande були призупинені. Наступного дня компанія повідомила, що планує повернутись до торгів, але її продажі за 2021 рік скоротилися на 39 % — до 43,02 млрд юанів (7 млрд доларів).
Через занепокоєння станом економіки Китаю та її борговою залежністю, банки стали обмежувати традиційне кредитування та зосередилися на покупці низькоризикових фінансових інструментів.
20 лютого 2022 року деякі підрядники Evergrande повідомили, що її активи на суму понад 150 млн доларів були заморожені судами Китаю.
23 лютого Марко Метцлер (FMPC Consulting) заявив, що реструктуризація компанії неможлива, згідно з аналізом агентства Fitch. Ліквідація принесе кредиторам від 0 до 10 % повернення від основної суми боргу.
15 березня 2022 року акції Evergrande впали до історичного мінімуму: 1,16 гонконзького долара (15 центів США). У жовтні 2017 року вони коштували понад 31 HKD.
17 березня 2022 року агентство S&P знизило кредитний рейтинг Sunac (третій за розміром девелопер у Китаї) до B−, через ризик неспроможності виплатити майже 4 млрд доларів боргу у 2022 році.
22 березня Evergrande оголосила, що відкладає публікацію фінансового звіту за 2021 рік через «триваючий аудит». Цього ж тижня банки конфіскували 13,4 млрд юанів (2,11 млрд доларів) із рахунків її підрозділу Evergrande Property Services Group, бо ці кошти були заставою за чужі зобов'язання.
Evergrande пообіцяла оприлюднити план реструктуризації до 31 липня 2022 року, але не виконала обіцянку. Натомість у вересні 2022 компанія лише озвучила «основні принципи реструктуризації». 2 вересня суд Гонконгу переніс слухання щодо ліквідації компанії на 7 листопада, щоб дати їй час підготувати план.
У середині 2022 року покупці житла в Китаї почали бойкот іпотечних виплат. За даними сайту WeNeedHome, у середині вересня бойкот охопив 343 проєкти (для порівняння — 318 у липні).

## 2023

### Послаблення регулювання
На початку 2023 року уряд Китаю почав пом'якшувати підхід до «трьох червоних ліній», щоби зміцнити довіру ринку.

### Контекст ринку нерухомості Китаю
Продажі нерухомості залишалися слабкими і в 2023 році. За словами одного з провідних економістів, на динаміку негативно вплинуло встановлення цінового мінімуму на житло, щоб завадити забудовникам знижувати ціни.
Водночас влада обговорювала можливість впровадження податку на нерухомість, що могло б допомогти розв'язати проблему боргів місцевої влади, але водночас спричинило б зниження вартості землі до 50 %.
У квітні уряд завершив створення єдиної системи реєстрації об'єктів нерухомості, яка дозволяє надалі впровадити такий податок.
У червні з'явилися повідомлення, що забудовники почали пропонувати подарунки — автомобілі, мобільні телефони, а компанія Huafa Tianfu в Ханчжоу обіцяла до 1 кг золота як бонус за купівлю квартири (вартістю 450 тис. юанів, приблизно 18 % від ціни житла).
За даними CRIC, продажі 100 найбільших забудовників у Китаї в липні 2023 року скоротилися на 33 % у річному вимірі.
Аналітики попереджали, що зростання дефолтів у тіньових банках (також відомих як «трастові компанії»), тісно пов'язаних із сектором нерухомості, посилить тиск на ринок.
За оцінками Bloomberg Economics, експозиція трастового сектору на ринок нерухомості становила приблизно 10 % від його загальних активів.
У серпні 2023 року з'явилася оцінка, що в Китаї налічується від 60 до 80 мільйонів порожніх квартир.
Анн Стівенсон-Янґ із J Capital Research зазначила, що чимало з цих об'єктів, зокрема від Evergrande, продавалися як інвестиції, а не як житло для проживання — тому ця «гра в довіру» триватиме лише доти, доки люди купуватимуть далі.

### Банкрутство Evergrande та арешт голови ради директорів
17 липня 2023 року Evergrande оприлюднила, що її чистий збиток за 2021 рік склав 476 млрд юанів (66,3 млрд доларів США), а за 2022 рік — 105,9 млрд юанів (14,7 млрд доларів).
Загальний обсяг зобов'язань компанії станом на 31 грудня 2022 року сягнув 2,43 трлн юанів (340 млрд доларів) — на 430 млрд більше, ніж у вересні 2021 року.
Судові слухання щодо реструктуризації боргу відбувалися в липні в Гонконзі та країнах Карибського басейну.
18 серпня 2023 року Evergrande подала заяву про захист від банкрутства в Нью-Йорку (за главою 15 кодексу про банкрутство США), щоб захистити свої активи у США під час реструктуризації.
28 серпня — після 17-місячного припинення торгів, акції Evergrande впали на 79 % до 35 гонконзьких центів (до зупинки торгів у березні 2022 року вони коштували 1,65 HKD; у 2017 — понад 31 HKD).
28 вересня 2023 року влада КНР затримала голову ради директорів Evergrande Хуей Ка Яня, який також був партійним секретарем компанії, за підозрою у незаконних фінансових операціях.
За даними The Wall Street Journal, його підозрювали в незаконному виведенні активів за кордон.
У дні, що передували цьому, були арештовані й інші ключові фігури компанії.
4 грудня 2023 року суд у Гонконзі надав Evergrande додатковий час на реструктуризацію, перенісши слухання до 29 січня 2024 року.
Суддя Лінда Чан раніше попередила, що грудневе слухання стане останнім, якщо компанія не подасть конкретний план реструктуризації.
Однак адвокат заявника не заперечував проти нового відтермінування.

### Country Garden
У серпні 2023 року Country Garden Holdings — найбільший приватний забудовник Китаю — попередив про великий чистий збиток за перше півріччя через знецінення активів і падіння прибутковості.
Очікувалося, що компанія зазнає збитку в розмірі від 45 до 55 млрд юанів (6,25–7,6 млрд доларів), у порівнянні з прибутком у 1,91 млрд юанів у першій половині 2022 року.
Після цієї новини акції впали на 14,4 % до історичного мінімуму, вперше опустившись нижче 1 HKD. Через тиждень втрати сягнули 30 %.
Фактичний збиток, оголошений 30 серпня, склав 48,9 млрд юанів (6,7 млрд доларів).
15 серпня компанія намагалася відтермінувати виплату одного приватного боргового зобов'язання, а також призупинила торгівлю ще 11-ма.
Аналітики вважали це ознакою підготовки до реструктуризації боргу.
До кінця серпня Ян Хуейян — найбільша акціонерка компанії та найбагатша жінка Китаю у 2021 році — втратила 84 % статків (приблизно 28,6 млрд доларів США).
30 серпня 2023 року Country Garden попередила Гонконзьку біржу, що перебуває на межі дефолту, і визнала, що не змогла належним чином оцінити ризики падіння ринку, особливо у менших містах, де зосереджена більшість її забудов.
Попри те, що на початку вересня компанія таки здійснила виплати за облігаціями, уже 10 жовтня вона заявила, що не змогла виплатити основну суму в 470 млн HKD (60 млн доларів).
Компанія попередила, що не очікує змоги виконати всі зовнішні зобов'язання, зокрема за доларовими облігаціями.
У той день акції впали на понад 10 % до 0,75 HKD, а деякі її доларові облігації торгувалися по 7 центів за долар.
За звітами, продажі компанії за останні 12 місяців до вересня 2023 року впали з 33 до 6 млрд юанів на місяць. South China Morning Post назвав це «кризою довіри», яка позбавила компанію ключового джерела грошового потоку.

### Zhongzhi і Zhongrong
Подібні проблеми виникли у Zhongzhi Enterprise Group — одного з найбільших приватних керуючих активами в Китаї, з портфелем понад 137 млрд доларів США. У середині серпня 2023 року компанія призупинила виплати майже за всіма своїми інвестиційними продуктами, хоча не було чітко відомо, скільки саме з них опинилися у стані дефолту. Zhongzhi найняла компанію KPMG для аудиту балансу, тоді як китайський банківський регулятор створив спеціальну робочу групу для оцінки ризиків.
На 2023 рік Zhongrong International Trust Co — трастова компанія, що входить до сфери «тіньового банкінгу» — була дев'ятою за розміром у Китаї (близько 600 млрд юанів активів під управлінням) і частково належала Zhongzhi.
14 серпня 2023 року з'явилися повідомлення, що Zhongrong не виконала зобов'язання перед деякими інвесторами, що викликало занепокоєння щодо поширення фінансового зараження. Дві китайські компанії підтвердили, що не отримали виплат за інвестиціями, термін дії яких сплив.
22 листопада 2023 року Zhongzhi Enterprise Group попередила інвесторів, що не здатна виконати боргові зобов'язання. Компанія повідомила, що її сукупна заборгованість становить щонайменше 420 млрд юанів (59 млрд доларів), а дефіцит активів — до 260 млрд юанів (36,5 млрд доларів).
За інформацією South China Morning Post, ця заява спровокувала тривогу у всьому трастовому секторі, який масово інвестував кошти вкладників у нерухомість.

### Інші компанії
14 серпня 2023 року державна компанія Sino-Ocean, що займається девелопментом, оголосила про невиплату відсотків на суму майже 21 млн доларів США.

## 2024

### Evergrande
29 січня 2024 року суд у Гонконзі ухвалив рішення про ліквідацію Evergrande, дійшовши висновку, що компанія не має життєздатного плану реструктуризації.
У зв'язку з цим було припинено торги акціями:
- China Evergrande Group
- China Evergrande New Energy Vehicle Group
- Evergrande Property Services

На момент призупинення торгів ціна акцій впала до історичного мінімуму — 0,16 HKD (0,02 долара США).
Рішення суду збіглося з набуттям чинності меморандуму між Гонконгом і Пекіном щодо взаємного визнання судових рішень у цивільних справах.
Згідно з меморандумом, виконання рішення може бути відхилене, якщо розгляд уже розпочато в суді Гонконгу до початку справи в материковому Китаї, або якщо відповідач не мав належної можливості захистити свої інтереси.
У лютому 2024 року, за даними Fortune, облігації Evergrande торгувалися лише на рівні 1 % від їх номінальної вартості.
У звіті йшлося, що це має послужити попередженням для глобальних інвесторів, зокрема в компанії на кшталт Country Garden.

 Цитата Девіда Кнутсона, голови The Credit Roundtable:
«Інвестори, ймовірно, недооцінили ризик державного втручання. Розподіл збитків між внутрішніми та іноземними кредиторами — політичне питання.»
У лютому 2024 року ліквідатори Evergrande також почали готувати позов проти PwC (PricewaterhouseCoopers) — колишнього аудитора компанії.
19 березня 2024 року Evergrande заявила, що Китайська комісія з регулювання цінних паперів (CSRC) встановила фальсифікацію фінансової звітності компанії:
- У 2019 році — завищення доходів на 214 млрд юанів (майже 30 млрд доларів), тобто майже вдвічі;
- У 2020 році — на 350 млрд юанів (48,6 млрд доларів), або 80 %. Загальна сума фальсифікацій — понад 78 млрд доларів США.

Наприклад, квартири позначали як «готові до заселення», хоча земля під ними ще не була забудована. Це дозволяло компанії залучати кошти через випуск нових облігацій, що врешті-решт сприяло краху компанії.
CSRC також виявила порушення у випуску облігацій і наклала штраф у розмірі 4,2 млрд юанів (333 млн доларів США).
22 серпня 2024 року китайський підрозділ PwC повідомив своїх клієнтів, що очікує заборони на роботу в Китаї на 6 місяців через участь у скандалі з Evergrande.
PwC підтвердила фінансові звіти Evergrande за 2019 і 2020 роки й отримала штраф у розмірі 62 млн доларів США.

### Country Garden
Наприкінці лютого 2024 року компанія Ever Credit (підрозділ Kingboard Holdings, Гонконг) подала позов про ліквідацію Country Garden, оскільки позика на 204 млн доларів США не була повернена. Слухання в суді було призначено на 17 травня 2024 року, але в червні його перенесли на кінець липня, а потім — на січень 2025 року.
На початку березня 2024 року компанія пропустила виплату 96 млн юанів за облігаціями на внутрішньому ринку, хоча формально ще мав діяти 30-денний пільговий період.

### Vanke
Vanke, одна з найбільших девелоперських компаній Китаю, 18 травня 2024 року виставила на продаж земельну ділянку площею 19 000 м² зі знижкою 29 % — за 900 млн юанів (125 млн доларів США) порівняно з ціною покупки у 2017 році.
Цей продаж мав допомогти погасити борги компанії.
У публікаціях зазначено, що проблеми Vanke відрізняються від ситуацій Evergrande чи Country Garden.
Компанія частково належить державній компанії Shenzhen Metro, яка володіє приблизно 25 % акцій, що дає доступ до державного фінансування.
У 2023 році Vanke була внесена до державного списку «якісних девелоперів».
Проте:
- У І кварталі 2024 року компанія зазнала збитків на 1,7 млрд юанів;
- Продажі впали на 43 % у порівнянні з минулим роком;
- Станом на травень 2024 року загальний борг компанії — 320 млрд юанів (44 млрд доларів), з яких понад 10 % мають бути сплачені у 2025 році.

## 2025

### Evergrande
17 лютого 2025 року Верховний суд Гонконгу ухвалив рішення про ліквідацію ключової офшорної фінансової структури Evergrande — компанії Tianji Holding.
Наступного дня було заплановано судове засідання щодо ще одного офшорного підрозділу компанії.
Суд визнав Tianji Holding, гаранта та офшорну «дочку» Evergrande, неплатоспроможною та постановив, що її необхідно ліквідувати «якнайшвидше» для захисту інтересів кредиторів.

### Vanke
Попри зусилля китайської влади вирішити кризу ліквідності в секторі нерухомості, Vanke також зазнала фінансового тиску.
У січні 2025 року державні медіа повідомили, що CEO компанії було затримано, а Vanke може бути об'єктом поглинання або реорганізації.
17 січня 2025 року уряд міста Шеньчжень провів закриту нараду з метою стабілізації фінансів Vanke.

### Country Garden
У липні 2024 року Верховний суд Гонконгу відтермінував слухання у справі про ліквідацію Country Garden до 20 січня 2025 року, щоби дати компанії час завершити план реструктуризації зовнішніх боргів.
14 січня 2025 року компанія повідомила, що її чистий збиток за перше півріччя 2024 року становив 12,8 млрд юанів (1,75 млрд доларів) — значне зменшення порівняно з 48,9 млрд юанів у 2023 році.
Водночас дохід у першому півріччі 2024 року знизився на 55 % у річному вимірі. Компанія наголосила, що спад на ринку нерухомості Китаю триває у 2025 році, попри державну підтримку галузі.
16 січня 2025 року компанія подала пропозицію офшорним кредиторам щодо реструктуризації боргу на суму 11,6 млрд доларів.
11 квітня 2025 року компанія оголосила, що досягла попередньої угоди з ключовими власниками облігацій і наближається до домовленості з банками.
Після дефолту за зовнішніми зобов'язаннями наприкінці 2023 року, компанія планує списати 78 % боргу на суму 14,1 млрд доларів, залишивши кредиторам 22 % від номіналу.

## Реакція влади
На початку січня 2023 року Народний банк Китаю (PBOC) та Комісія з регулювання банківської та страхової діяльності Китаю дозволили регіонам із падінням цін на житло протягом трьох місяців знижувати або скасовувати нижню межу іпотечних ставок для покупців першого житла.
До середини лютого понад 30 міст знизили іпотечні ставки до мінімального рівня за понад 10 років, а місцева влада надала субсидії на придбання житла та послабила обмеження.

### Міністр Ні Хун
У березні 2024 року міністр житлово-комунального та сільського розвитку Китаю Ні Хун на пресконференції заявив, що девелопери повинні оголошувати банкрутство, якщо це необхідно, «відповідно до закону або ринкових принципів».

### Державна підтримка житла
У травні 2024 року PBOC оголосив про кредитну програму на 300 млрд юанів (41,5 млрд доларів США) для підтримки доступного житла.
Ці кошти мають дозволити місцевим державним компаніям викуповувати непродані квартири.
Віце-прем'єр Хе Ліфен заявив, що місцева влада може купувати нерухомість за «прийнятними цінами», однак кількість і терміни не були уточнені.
Центробанк також скасував мінімальну іпотечну ставку та знизив перший внесок для покупців першого та другого житла.

### Жовтень 2024 року: оголошення про відновлення
У жовтні уряд Китаю заявив, що ринок нерухомості «досяг дна».
Міністр Ні Хун оголосив, що буде розширено «білий список» пріоритетних девелоперських проєктів і підвищено обсяг банківського кредитування до 4 трлн юанів до кінця року.
Китай схвалив 2,23 трлн юанів кредитів для таких проєктів.
Ні зазначив, що дані про покупки житла того місяця свідчать про початок відновлення.
Однак, попри ці заяви, акції в Гонконгу знижувалися чотири дні поспіль, оскільки пресконференція міністерства не виправдала очікувань інвесторів.

## Економічний вплив
У результаті тривалого спаду частка сектору нерухомості в економіці Китаю знизилася.
За оцінками Bloomberg Economics, у 2024 році галузь становила приблизно 19 % ВВП, що менше порівняно з 24 % у 2018 році.
За даними Національного бюро статистики КНР, частка нерухомості та суміжних галузей у ВВП знизилася з 14,45 % у 2021 році до 12,94 % у 2024,
а самої нерухомості — з 7,7 % до 6,27 %.

### Втрати місцевих бюджетів
Через кризу на ринку нерухомості зменшились доходи місцевих бюджетів:
- У 2022 році доходи від продажу землі впали до 6,7 трлн юанів (–23 % до попереднього року), це становило 24 % від загальних доходів місцевої влади (у 2021 — 30 %).
- Податкові надходження від землі та будівництва зменшились на 8 %.
- Загальні надходження від землі впали з 37 % до 31 % бюджету місцевої влади.

При цьому загальний публічний бюджет скоротився лише на 0,5 %,
а трансферти з центрального уряду зросли на 18 %.
У I кварталі 2023 року доходи від продажу землі впали ще на 27 %.

### Прогноз Міжнародного валютного фонду
МВФ попередив про можливе подальше уповільнення китайського ринку нерухомості.
У звіті за 2024 рік прогнозується:
- ріст ВВП Китаю — 4,8 % (на 0,2 п. п. нижче за оцінку в липні),
- у 2025 році — 4,5 %.